# 야드비가 얀코프스카치에실라크
야드비가 얀코프스카치에실라크(Jadwiga Jankowska-Cieślak, 1951년 2월 15일 ~ 2025년 4월 15일)는 폴란드의 배우이다. 1982 칸 국제 영화제 여자연기자상, 2009 폴란드 영화상 여우주연상 수상자이다.

## 출연 작품
- 더블 트러블 (2017)
- 스위트 러시 (2009)
- 스크래치 (2008)
- 태양이 본 것 (2006)
- 행복한 남자 (2000)
- 천국으로 가는 300마일 (1989)
- 또 다른 길 (1982)
- 투 킬 디스 러브 (1972)